# ویرجیل جاکومینی
ویرجیل جاکومینی (انگلیسی: Virgil Jacomini; ۳۰ مهٔ ۱۸۹۹ – ۴ اکتبر ۱۹۸۴) قایقران روئینگ اهل ایالات متحده آمریکا بود.